# Uyama Hiroto
Uyama Hiroto é um produtor japonês de hip-hop, um DJ, e um produtor próximo ao DJ e produtor Nujabes. O seu estilo de música é heavy downtempo/ambient jazz influenced hip-hop. Para o álbum Chill SQ ele criou o remix da música "Theme of Love" do jogo Final Fantasy IV.

## Discografia

### Álbuns
| Album information                               |
| ----------------------------------------------- |
| A Son of the Sun - Released: July 16, 2008      |
| Freedom of the Son - Released: October 18, 2014 |

### Compilações em que ele participa
| Album information                                   |
| --------------------------------------------------- |
| Metaphorical Music - Released: 2003                 |
| Modal Soul - Released: 2005                         |
| Hydeout Productions 2nd Collection - Released: 2007 |
| Modal Soul Classics - Released: 2008                |
| Mellow Beats, Friends & Lovers - Released: 2009     |
| Modal Soul Classics II - Released: 2010             |
| Spiritual State - Released: 2011                    |

## Referencias
1. ↑  Time out
2. ↑  «Musique : Final Fantasy XIII, Nier et Chill SQ – Final Fantasy Ring». Consultado em 18 de dezembro de 2010
3. ↑  Time Out Tokyo; 29 may 2015; acessed on 30/8/15
4. ↑  http://www.amazon.com/FREEDOM-SON-digi-pak-UYAMA-HIROTO/dp/B00N76ZIFG/ref=sr_1_4?s=music&ie=UTF8&qid=1413283528&sr=1-4